# We Wuz Robbed
We Wuz Robbed è un cortometraggio del 2002 scritto e diretto da Spike Lee.
Fa parte del film a episodi Ten Minutes Older: The Trumpet, diretto da Kaige Chen, Víctor Erice, Werner Herzog, Jim Jarmusch, Aki Kaurismäki e Wim Wenders.
L'episodio di Spike Lee narra delle elezioni presidenziali statunitensi del 2000. «Lessi sul New York Times la storia pazzesca di Al Gore che veniva bloccato a pochi minuti dal suo discorso di insediamento. Leggendo l'articolo pensai: 'Proprio come in un film...' Telefonai agli organizzatori del progetto e utilizzammo quell'episodio per un riesame delle elezioni presidenziali del 2000», disse il regista. Lee scelse per il cortometraggio il titolo We Wuz Robbed, vale a dire Ci hanno fregati.